# Blancanieves (película de 2012)
Blancanieves es una película española de 2012 dirigida por Pablo Berger, inspirada en el cuento de hadas homónimo de los Hermanos Grimm. Imita los modos de narrar del cine mudo, con fotografía en blanco y negro y la música como elemento conductor.
Presentada en la Sección Oficial del Festival Internacional de Cine de San Sebastián (obtuvo el Premio Especial del Jurado), fue la película seleccionada por España para los Premios Óscar en la categoría de Mejor película de habla no inglesa (finalmente no fue nominada por la Academia) y para los Premios Ariel (sí obtuvo este galardón). En la XXVII edición de los Premios Goya (2012) obtuvo diez galardones, entre ellos el de mejor película.

## Argumento
En una serie de eventos fortuitos, la película comienza relatando el trágico accidente que sufre el torero Antonio Villalta al ser corneado por Lucifer, el sexto toro de la corrida del día. Este accidente lo deja lisiado al mismo tiempo que su esposa, la cantante Carmen de Triana, muere desangrada al dar a luz a su hija, la pequeña Carmen. Antonio, derrumbado por las tristes noticias, da de lado a su hija Carmen, quien termina bajo el cuidado de su abuela materna, doña Concha. Mientras tanto, Encarna, una enfermera del hospital, comienza a cuidar de Antonio. Agradecido por sus cuidados y su afecto, se casa con ella.
Pasan los años y observamos cómo Carmen, la hija de Antonio, crece apartada de su padre con su abuela, doña Concha. Sin embargo, esta fallece inesperadamente de un ataque al corazón durante la celebración de la primera comunión de la niña. Encarna decide que su hijastra Carmen se vaya a vivir con su padre y con ella, pero cuando Carmen llega, descubre que trabajará de criada haciendo los peores trabajos de la casa como una sirvienta y que tendrá totalmente prohibido ver a su padre. Todos la maltratan, y solo encuentra cariño en su mascota, el gallo Pepe.
Sin embargo, un día el gallo Pepe se cuela en la casa y sube a una habitación. Persiguiéndolo, Carmen entra y allí encuentra a su padre, al que su malvada madrastra Encarna tiene totalmente sometido aprovechando su paraplejia. Padre e hija se reconocen y forjan un fuerte vínculo; los dos se reúnen en secreto cuando Encarna está ausente o engañando a Antonio con Genaro, su chófer, y Antonio aprovecha los encuentros para enseñarle a su hija Carmen todos los secretos de la tauromaquia. Pero todo acaba cuando Encarna se da cuenta de que su hijastra Carmen la ha desobedecido y, como castigo, hace que se coma al gallo Pepe.
Varios años después, Carmen se ha convertido en una hermosa chica. Encarna, celosa de la belleza de su hijastra Carmen y deseosa de quedarse con toda la fortuna de su esposo Antonio, asesina a este y manda a Genaro que la mate a ella. Pese a ello, Carmen sobrevive, aunque pierde la memoria en el percance. Afortunadamente, un grupo de seis artistas enanos, conocidos como los Enanitos Toreros, la encuentran y deciden cuidarla mientras se recupera. En una de sus actuaciones, se produce un percance con una vaquilla que pone en peligro la vida de uno de ellos, lo que hace que Carmen salga a su rescate con sus habilidades de torera. Los enanos (excepto Gruñón) quedan admirados de su habilidad y deciden que forme parte de su espectáculo con el nombre de "Blancanieves".
Carmen conocida artísticamente como Blancanieves se hace cada vez más famosa, hasta el punto de ser contratada por un empresario que le hace firmar un contrato de por vida aprovechando que la chica no sabe leer. Por otro lado, Encarna se entera de que su hijastra Carmen sigue viva al verla en la portada de una revista. Furiosa, pelea con Genaro y termina matándolo. Mientras tanto, uno de los enanos toreros se enamora perdidamente de Carmen, mientras que Gruñón, celoso de ella, busca la forma de matarla.
Finalmente, Blancanieves y sus compañeros llegan a La Colosal de Sevilla, la misma plaza de toros donde Antonio sufrió su accidente. Mientras reza, ve la foto de su madre que su padre había colgado de la mano de la virgen antes de su fatídica corrida, pero no la reconoce por su amnesia. Más tarde, a punto de salir al ruedo, don Martín, el apoderado de Antonio le grita entre el gentío, emocionado, que su padre estaría orgulloso de ella. Esa revelación desencadena una serie de recuerdos en Carmen a medida que avanza por la plaza. Por otro lado, Gruñón ha cambiado los letreros de los toros de esa tarde para que le toque a Carmen el más bravo de la corrida (convenientemente llamado Satanás) en lugar de una vaquilla. Ella, aterrada al recordar su pasado, intenta alejarse del toro, pero recuerda los consejos de su padre y da una faena inolvidable, que le hace ganarse los aplausos del público y el indulto del animal.
Sin embargo, Encarna, que ha asistido a la corrida con un velo para no ser reconocida, le entrega a su hijastra Carmen una manzana inyectada con veneno que provoca la muerte de Carmen cuando se la come. Gruñón, quien había visto a Encarna, la malvada madrastra de Carmen, accidentalmente antes, decide redimirse y guía a los demás enanos para acabar con Encarna, la malvada madrastra de Carmen, a la que encierran con un toro bravo que presumiblemente la mata.
El empresario con el que Carmen firmó el contrato decide usar su cadáver como una atracción de feria para que los curiosos intenten despertarla por unas cuantas monedas. Junto a ella permanece el enano enamorado, cuidándola y durmiendo a su lado. Al final se percibe que, probablemente, no esté del todo muerta cuando, después de que el enano enamorado la besa, se le escapa una lágrima de sus ojos cerrados.

## Reparto
| Intérprete           | Personaje                                      |
| -------------------- | ---------------------------------------------- |
| Maribel Verdú        | Encarna / La Malvada Madrastra de Blancanieves |
| Macarena García      | Carmen / Blancanieves                          |
| Daniel Giménez Cacho | Antonio Villalta / El Padre de Blancanieves    |
| Ángela Molina        | Doña Concha / La Abuela                        |
| Sofía Oria           | Carmencita / Blancanieves                      |
| Pere Ponce           | Genaro / El Chófer                             |
| Josep Maria Pou      | Don Carlos / El Apoderado                      |
| Inma Cuesta          | Carmen de Triana / La Madre de Blancanieves    |
| Ramón Barea          | Don Martín                                     |
| Sergio Dorado        | Rafita                                         |
| Emilio Gavira        | Jesusín                                        |
| Oriol Vila           | Joven arrogante                                |
| Asier Salinas        | Enano Gruñon                                   |
| Ignacio Mateos       | Fotógrafo plaza                                |
| Carmen Belloch       | Enfemera mayor                                 |
| Teresa Soria Ruano   | Enfermera joven                                |
| Lito                 | Gallo Pepe                                     |
| Tomás                | Gallo Pepe                                     |
| Carmen Segarra       | Milagros                                       |
| Pep Ferrer           | Pintor                                         |
| Manel Castillejos    | Fotógrafo entierro                             |
| Alberto Martínez     | Josefa                                         |
| Jinson Añazco        | Juanín                                         |
| Michal Lagosz        | Tocinillo de cielo                             |
| Francesc Pagès       | Hombre atractivo                               |
| Oriol Vila           | Joven arrogante                                |
| Carlos Lasarte       | Anciano                                        |
| Pilar Gómez          | Mujer atractiva                                |
| Pere Vall            |                                                |

## Ficha técnica
- Guionista y Director ... Pablo Berger
- Productores ... Ibon Cormenzana, Jerôme Vidal, Pablo Berger
- Director de Fotografía ... Kiko de la Rica
- Compositor ... Alfonso Vilallonga
- Diseño de Producción ... Alain Bainée
- Montaje ... Fernando Franco
- Diseñador de Trajes ... Paco Delgado
- Peinado ... Fermín Galán
- Maquillista ... Sylvie Imbert
- Director de Producción ... Josep Amorós
- Ayudante de Dirección ... Carlos Gras
- Dirección de Cásting ... Rosa Estévez
- Compañías Productoras ... Arcadia Motion Pictures (Ángel Durández Adeva), Noodles Production, Mama Films
- Negativo ... 35mm/blanco y negro
- Duración ... 104 min.

## Localizaciones de rodaje
Gran parte de la película se rodó en Aranjuez (la plaza de toros es esa localidad). El inicio está localizado en Madrid (hospital) y el resto se rodó Cataluña, en Barcelona, Villanueva y Geltrú y Mataró.

## Recepción

### Estreno
Fue presentada en la Sección Oficial del Festival Internacional de Cine de San Sebastián el 21 de septiembre de 2012 y estrenada de forma regular el 28 de septiembre.

### Recepción
La película ha sido ampliamente elogiada por la crítica. Roger Ebert del Chicago Sun-Times comentó sobre Blancanieves "Película muda visualmente impresionante del tipo que podría haber sido hecha por los más grandes directores de la década de 1920".
Lluís Bonet Mojica de La Vanguardia aseguró que: “Podía ser un disparate, más penoso que hilarante, pero aparte de su fascinante poder visual, la película combina maravillosamente el humor negro, la sátira social y un tono cercano al gran cine expresionista alemán."
En su primer fin de semana recaudó entre 166.000 y los 169.000€ en España. En Estados Unidos el primer fin de semana de su estreno recaudó 25,264 $.
Finalmente no fue tenida en cuenta para competir por Mejor Película de habla no Inglesa en la edición número 85 de los Premios Óscar.
Esta película también ha generado críticas por maltrato animal durante su rodaje. Un técnico del rodaje les confirmó que los toros fueron sometidos al tercio de varas (picador) y al de banderillas, y que finalmente fueron sacrificados en los chiqueros de la plaza. Las asociaciones protectoras de animales lograron que se instaurara, en contra de Arcadia Motion Pictures, la promotora de la película, un expediente sancionador, por incumplir la Ley de Protección Animal 1/1990 de 1 de febrero, artículo 24.3.g, que considera "infracción muy grave la filmación de escenas con animales para cine o televisión que conlleven crueldad, maltrato o sufrimiento cuando éstos no sean simulados".
La película ha sido bien acogida en numerosos países del mundo como Bolivia, Alemania, Portugal, Francia, incluso en Japón, que según Pablo Berger fue un acontecimiento inesperado, la historia encontró sentido "al saber que es una historia que conecta, que habla de acciones, de sensaciones. Las pasiones no son tan lejanas entre nosotros", dijo el director de la película.

## Palmarés cinematográfico
Festival Internacional de Cine de San Sebastián
| Categoría                         | Persona                    | Resultado |
| --------------------------------- | -------------------------- | --------- |
| Premio Especial del Jurado        | Premio Especial del Jurado | Ganadora  |
| Concha de Plata a la mejor actriz | Macarena García            | Ganadora  |

XXVII edición de los Premios Goya
| Categoría                     | Persona                                                                                   | Resultado |
| ----------------------------- | ----------------------------------------------------------------------------------------- | --------- |
| Mejor película                | Mejor película                                                                            | Ganadora  |
| Mejor director                | Pablo Berger                                                                              | Nominado  |
| Mejor actriz protagonista     | Maribel Verdú                                                                             | Ganadora  |
| Mejor actor protagonista      | Daniel Giménez Cacho                                                                      | Nominado  |
| Mejor actriz de reparto       | Ángela Molina                                                                             | Nominada  |
| Mejor actor de reparto        | Josep Maria Pou                                                                           | Nominado  |
| Mejor actriz revelación       | Macarena García                                                                           | Ganadora  |
| Mejor actor revelación        | Emilio Gavira                                                                             | Nominado  |
| Mejor guion original          | Pablo Berger                                                                              | Ganador   |
| Mejor música original         | Alfonso Vilallonga                                                                        | Ganador   |
| Mejor canción original        | No te puedo encontrar (en la voz de Silvia Pérez Cruz) Pablo Berger Juan Gómez "Chicuelo" | Ganadores |
| Mejor fotografía              | Kiko de la Rica                                                                           | Ganador   |
| Mejor montaje                 | Fernando Franco                                                                           | Nominado  |
| Mejor dirección artística     | Alain Bainée                                                                              | Ganador   |
| Mejor dirección de producción | Josep Amorós                                                                              | Nominado  |
| Mejor diseño de vestuario     | Paco Delgado                                                                              | Ganador   |
| Mejor maquillaje y peluquería | Fermín Galán Sylvie Imbert                                                                | Ganadores |
| Mejores efectos especiales    | Ferrán Piquer Reyes Abades                                                                | Nominados |

LV edición de los Premios Ariel
| Categoría                     | Persona                       | Resultado |
| ----------------------------- | ----------------------------- | --------- |
| Mejor película iberoamericana | Mejor película iberoamericana | Ganadora  |

68.ª edición de las Medallas del Círculo de Escritores Cinematográficos
| Categoría                 | Persona              | Resultado |
| ------------------------- | -------------------- | --------- |
| Mejor película            | Mejor película       | Ganadora  |
| Mejor director            | Pablo Berger         | Ganador   |
| Mejor actriz protagonista | Maribel Verdú        | Nominada  |
| Mejor actor protagonista  | Daniel Giménez Cacho | Nominado  |
| Mejor actriz secundaria   | Ángela Molina        | Ganadora  |
| Mejor actor secundario    | Josep Maria Pou      | Nominado  |
| Mejor actriz revelación   | Macarena García      | Ganadora  |
| Mejor actor revelación    | Emilio Gavira        | Nominado  |
| Mejor guion original      | Pablo Berger         | Ganador   |
| Mejor montaje             | Fernando Franco      | Ganador   |
| Mejor música              | Alfonso Vilallonga   | Ganador   |
| Mejor fotografía          | Kiko de la Rica      | Ganador   |

XXII Premios de la Unión de Actores
| Categoría                         | Persona              | Resultado |
| --------------------------------- | -------------------- | --------- |
| Mejor actriz protagonista de cine | Maribel Verdú        | Ganadora  |
| Mejor actor protagonista de cine  | Daniel Giménez Cacho | Nominado  |
| Mejor actriz secundaria de cine   | Ángela Molina        | Nominada  |
| Mejor actor de reparto de cine    | Ramón Barea          | Nominado  |
| Mejor actor de reparto de cine    | Pere Ponce           | Nominado  |
| Mejor actriz de reparto de cine   | Inma Cuesta          | Nominada  |

Premios Sant Jordi
| Categoría               | Persona                 | Resultado |
| ----------------------- | ----------------------- | --------- |
| Mejor película española | Mejor película española | Ganadora  |

Premios José María Forqué
| Categoría      | Persona         | Resultado |
| -------------- | --------------- | --------- |
| Mejor película | Mejor película  | Ganadora  |
| Mejor actriz   | Macarena García | Nominada  |
| Mejor actriz   | Maribel Verdú   | Ganadora  |

Premios ACE (Nueva York)
| Categoría              | Persona              | Resultado |
| ---------------------- | -------------------- | --------- |
| Mejor película         | Mejor película       | Ganadora  |
| Mejor actriz           | Maribel Verdú        | Ganadora  |
| Mejor actor de reparto | Daniel Giménez Cacho | Ganador   |

Premios Gaudí
| Categoría                         | Persona                           | Resultado |
| --------------------------------- | --------------------------------- | --------- |
| Mejor película en lengua catalana | Mejor película en lengua catalana | Ganadora  |
| Mejor director                    | Pablo Berger                      | Nominado  |
| Mejor protagonista femenina       | Ángela Molina                     | Nominada  |
| Mejor protagonista femenina       | Maribel Verdú                     | Nominada  |
| Mejor guion                       | Pablo Berger                      | Nominado  |
| Mejor montaje                     | Fernando Franco                   | Nominado  |
| Mejor dirección artística         | Alain Bainée                      | Ganador   |
| Mejor música original             | Alfonso Vilallonga                | Ganador   |
| Mejor fotografía                  | Kiko de la Rica                   | Nominado  |
| Mejor vestuario                   | Paco Delgado                      | Ganador   |
| Mejor maquillaje y peluquería     | Fermín Galán Sylvie Imbert        | Nominados |
| Mejores efectos especiales        | Reyes Abades Ferrán Piquer        | Nominados |

Fotogramas de Plata
| Categoría               | Persona                 | Resultado |
| ----------------------- | ----------------------- | --------- |
| Mejor película española | Mejor película española | Ganadora  |
| Mejor actriz de cine    | Maribel Verdú           | Ganadora  |

Premios SPT 2012
| Categoría            | Persona        | Resultado |
| -------------------- | -------------- | --------- |
| Mejor película       | Mejor película | Nominada  |
| Mejor actriz de cine | Maribel Verdú  | Nominada  |